# La favola della Trojka
Skazka o Trojke (Сказка о Тройке), tradotto letteralmente "La favola della Trojka", è un romanzo di fantascienza dei fratelli Strugackij scritto nel 1967 e che ha avuto un destino editoriale molto travagliato. Il protagonista è, come in Lunedì inizia sabato, Aleksandr Ivanovič Privalov (Sasha). Viene pubblicato per la prima volta in Italia nell'ottobre 2023 da Ronzani Editore.

## Storia editoriale
La versione integrale (c.d. Skazka o Trojke 1 o «Smena», dal nome della rivista che la pubblicò per la prima volta, ai numeri 11, 12, 13 e 14), pur composta nel 1967, è apparsa solo vent'anni dopo, nel 1987, peraltro con alcune sensibili "correzioni politiche". Tutti gli editori (Detskaja Literatura, in primis) rifiutarono di avere a che fare con materiale del genere. Era finito il tempo del "disgelo", Nikita Chruščëv era caduto, sostituito da Leonid Brežnev, vi erano stati i processi a Iosif Brodskij (1964), ad Andrej Sinjavskij e Julij Daniel' (1965-1966) e proprio nel maggio del 1967 Aleksandr Solženicyn aveva scritto la lettera aperta al IV congresso pansovietico degli scrittori per chiedere l'abolizione della censura, con ciò scatenandosi ancor più la reazione del potere censorio. «Dopo "La chiocciola" anche per "La favola" iniziò un lungo e triste periodo d'inesistenza letteraria»
Per cercare di risolvere il problema gli autori, con l'appoggio di Sever Gansovskij (1918-1990), scrittore e redattore in alcune riviste, accorciarono e modificarono il testo in vista della pubblicazione sull'almanacco «NF» dell'editore Znanie. Il progetto non andò in porto e il romanzo apparve, invece, in due puntate (numeri 4 e 5) nel 1968 sulla rivista, di rilevanza locale, «Angara» di Irkutsk. La storia era stata ridotta di circa la metà, con eliminazione di alcuni personaggi e la riscrittura di ambientazione e finale. Tuttavia, nel corso del 1969 la pubblicazione fu ritirata e bandita dalle autorità e l'editore capo rimosso dall'incarico.
Come ricorda Boris Strugatskij in Kommentarii k projdennomu (lett. Commenti al trascorso), scoppiò improvvisamente uno "scandalo furibondo nella lontana Siberia" e nei comitati di partito apparve una comunicazione lapidaria: «Il comitato regionale del PCUS ha esaminato le questioni relative agli errori ideologici e politici commessi dai redattori dell'almanacco «Angara». Sulle pagine di questa pubblicazione è stata edita una storia ideologicamente dannosa di A. e B. Strugatskij "La favola della Trojka" [...]. Per i gravi errori che hanno portato, in particolare, alla pubblicazione di una storia ideologicamente fallace di A. e B. Strugatskij, Ju. Samsonov, caporedattore dell'almanacco «Angara» e V. Fridman, caporedattore della casa editrice di libri della Siberia orientale, sono stati gravemente rimproverati. Con la decisione dell'ufficio del comitato regionale di Irkutsk del PCUS, Ju. Samsonov è stato sollevato dall'incarico..."»
L'avversione censoria si rafforzò in seguito, quando circolò la notizia che l'opera era stata pubblicata all'estero sulla rivista antisovietica «Grani», al n. 78 del dicembre 1970.
Arkadij venne convocato a un "colloquio profilattico-educativo" presso il segretariato dell'unione degli scrittori di Mosca e gli venne imposto di scrivere un comunicato di dissociazione. Il fratello Boris dà conto della vicenda e riferisce che l'amministrazione preferì infine non pubblicare il comunicato degli autori, in quanto giudicato "ambiguo".
L'opportunità di pubblicare la versione originale si presentò solo con l'inizio della perestrojka, nel 1987.
La prima edizione italiana del 2023 corrisponde alla versione integrale del romanzo.

## Genere e struttura del libro
(capitolo primo)
Sebbene molti degli elementi del romanzo appartengano al regno della pura fantasia (alla maniera del fantasy contemporaneo), piuttosto che alla fantascienza, l'opera è sempre stata accostata, come per Lunedì inizia sabato, alla fantascienza (naučnaja fantastika), posto che il genere fantasy (favolistico o fiabesco), soprattutto tra gli anni ’30 e ’60, quasi non esisteva perché apertamente avversato dal sistema sovietico. Kornej Čukovskij (1882-1969), poeta, critico letterario e autore di testi per l’infanzia, nel terzo capitolo di Ot dvuch do pjati (Da due a cinque), intitolato Bor’ba za skazku (lett. Lotta per la fiaba), ripercorre le vicende e gli effetti negativi della campagna anti-fiabesca in URSS. Ergendosi a difensore di favole e fiabe, spiega che la fantasia è essenziale, soprattutto per le giovani menti, e conclude con la constatazione che anche nel 1960 «il presente capitolo non è invecchiato e conserva la propria attualità». Sotto questo profilo, Mark Lipovetsky nota che  i vecchi burocrati della Trojka costituiscono nient'altro che una declinazione del "mostro a più teste" della commedia Il drago di Evgenij Švarc, diventato uno schema ricorrente della letteratura fiabesco-satirica degli anni '60 e '70 in URSS.
La favola della Trojka si compone di nove capitoli e la storia si snoda per quattro giorni (da mercoledì a sabato) di un'imprecisata settimana dell'estate del 1963 (giugno o luglio).

La parola Trojka assume nel contesto russo molteplici significati. Indica il "gruppo di tre" e quindi può essere analoga a "triumvirato". Ma "trojka" è pure il "tiro a tre", vale a dire il mezzo di trasporto tradizionale russo (slitta o carrozza trainata da tre cavalli), il simbolo stesso del paese, come rappresentato ne Le anime morte di Nikolaj Gogol'. 

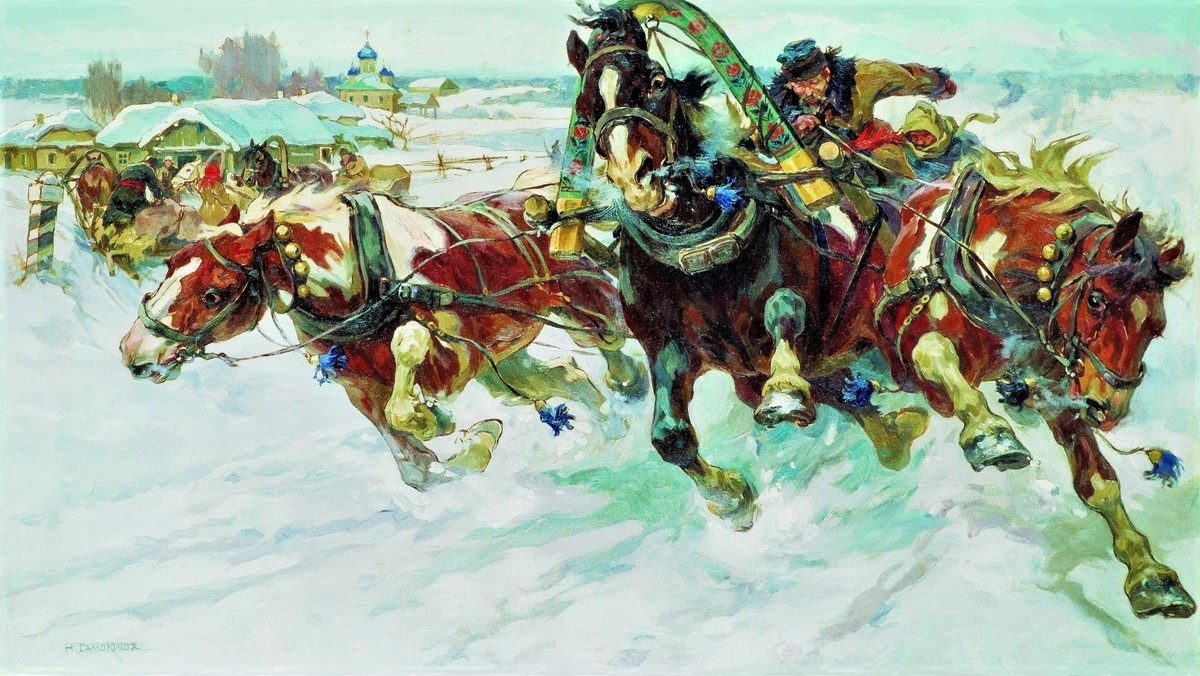
La trojka russa (dipinto di Nikolaj Samokiš, 1917)

 Infine, "trojka" richiama la terna giudicante degli anni delle purghe e del terrore, organo della repressione che giudicava fuori da ogni vincolo giuridico e che era composta da un rappresentante della procura, un funzionario di partito e un čekista (un agente della polizia politica).
La commistione tra elemento magico e scientifico nell'opera degli Strugackij, in particolare ne La favola della Trojka, così come in Lunedì inizia sabato, trova ispirazione nel saggio di Louis Pauwels e Jacques Bergier intitolato Il mattino dei maghi (Le Matin des magiciens).

## Trama
(La favola della Trojka, capitolo quarto)
Sasha Privalov è arrivato a Kitežgrad (ove ha sede un importante impianto di mago-tecnica), come aveva profetizzato Janus Poluektovič alla fine di Lunedì inizia sabato. Si trova a Kitežgrad ormai da un paio di mesi. Dopo di lui sono giunti anche gli amici Roman Oira-Oira e Vitka Korneev. Edik Amperian è l’ultimo arrivato. I quattro devono ritirare alcuni oggetti magici e creature "fantastiche" dalla Colonia dei fenomeni inspiegati, per le ricerche dei loro dipartimenti all'Istituto di Magia e Stregoneria di Solovets: la c.d. Scatola Nera, la Cimice parlante, la piovra Spiridon, l’uomo delle nevi (Fëdor) e l'Alieno Liquido. Devono però affrontare la Trojka per la Razionalizzazione e il REimpiego dei Fenomeni Inspiegati (TRREFI), l’organo burocratico, grottesco e caricaturale, preposto a decidere sull’ammissibilità delle istanze che pervengono dal mondo scientifico e dalla collettività. I casi sono discussi in apposite sedute della commissione, mattutine e pomeridiane, anche in esterna (nel cap. 6). Solo con l’autorizzazione della Trojka i fenomeni inspiegati possono lasciare l’area della Colonia (che costituisce un’apposita Zona, un'area chiusa).
I membri della Trojka non sono tre, ma quattro: il presidente senz’anima, Lavr Fëdotovič Vunjukov, l’ignorante Rudolf Archipovič Chlebovvodov, il formalista Farfurkis e un anziano colonnello a riposo delle truppe di “motocavalleria” che si appisola sempre. La Trojka è affiancata da un consulente scientifico: il professor Vybegallo, uno scienziato-mago impostore e demagogo già membro del dipartimento di Conoscenza Assoluta presso l’ISSTEMS in Lunedì inizia sabato. Amministratore responsabile della Colonia è Zubo, umile e zelante impiegato, un piccolo uomo angariato dai superiori.
Il potere della Trojka è rappresentato dal Gran Sigillo Rotondo (Bol'šaja Kruglaja Pečat'), un enorme timbro di rame con cui vengono approvate le decisioni e che le rende "innegabili" non solo sul piano giuridico, ma anche su quello "effettuale". Ad esempio, quando la Trojka decide che la palude è nociva per il popolo e la dichiara irrazionale, essa scompare dalle cartine geografiche e topografiche. Il potere del Gran Sigillo Rotondo sopravanza quello delle stesse arti magiche, dato che “la determinante di Žemajtis è pari a zero” e che “la densità del campo amministrativo (…) supera il numero di Odino”, di talché “tutte le condizioni del teorema dell’effetto legale sono realizzate”. La questione del potere soverchiante del diritto amministrativo sulle leggi naturali e magiche è posta già in Lunedì inizia sabato.
I quattro amici cercano delle vie, dei modi per battere la Trojka, ciascuno secondo la propria costituzione spirituale (il fatalista Sasha spera in una fortuna ragionevole, il razionalista Roman confida in un piano ben congegnato e nel fascino personale, l’antropocentrista Edik si serve della paziente tecnica di “rimoralizzazione positiva”, mentre il burbero Vitka preferisce le vie brevi del farsi giustizia da sé). I capitoli si alternano tra le sedute della commissione (mattutine o pomeridiane) e le pause, tra una seduta e l’altra. Gli autori inseriscono anche alcuni monologhi, più o meno lunghi, da parte della Cimice parlante (al terzo capitolo: la superiorità degli insetti rispetto agli homo sapiens che introduce a considerazioni etologiche sulla relazione tra istinto e intelligenza nel mondo animale; al quarto capitolo: la proposta di mutuo riconoscimento tra cimice ed essere umano), di Lavr Fedotovič (al secondo capitolo: il dilemma dell'uomo messo di fronte alla conoscenza assoluta; al capitolo ottavo: l'impreparazione psicologica dell'essere umano al contatto con civiltà extraterrestri più sviluppate e i rischi conseguenti) e di Farfurkis (la verità e la bugia).
I materiali giapponesi raccolti dallo zio di Sasha e da questo letti a Spiridon (capitolo quinto) derivano da Dni krakena (I giorni del kraken), un romanzo cui Arkadij Strugatskij lavorò tra il 1962 il 1963, rimasto incompiuto e pubblicato per la prima volta in Russia nel 2008 (comprende 10 capitoli). In minima parte, il materiale è stato anche usato in Volny gasjat veter (Le onde placano il vento).
- Capitolo primo: pausa pranzo, gli amici introducono  Edik, il nuovo arrivato, a Kitežgrad e alla TRREFI
- Capitolo secondo: seduta pomeridiana della Trojka, viene trattato il caso 42 della macchina euristica di Maškin
- Capitolo terzo: uscita serale degli amici e incontro con Ciancio
- Capitolo quarto: seduta mattutina della Trojka, vengono rinviati i casi 16 (delfino Isaak) e 6 (piovra Spiridon), mentre viene trattato il caso 64 dell'alieno liquido
- Capitolo quinto: la seduta pomeridiana viene annullata e gli amici hanno il pomeriggio libero, discutono delle rispettive strategie. Sasha va a trovare Spiridon e gli porta materiali giapponesi, stralci di vecchie leggende sui cefalopodi Tamakatzura Tamatori attaccata dalla piovra (1845-1846)

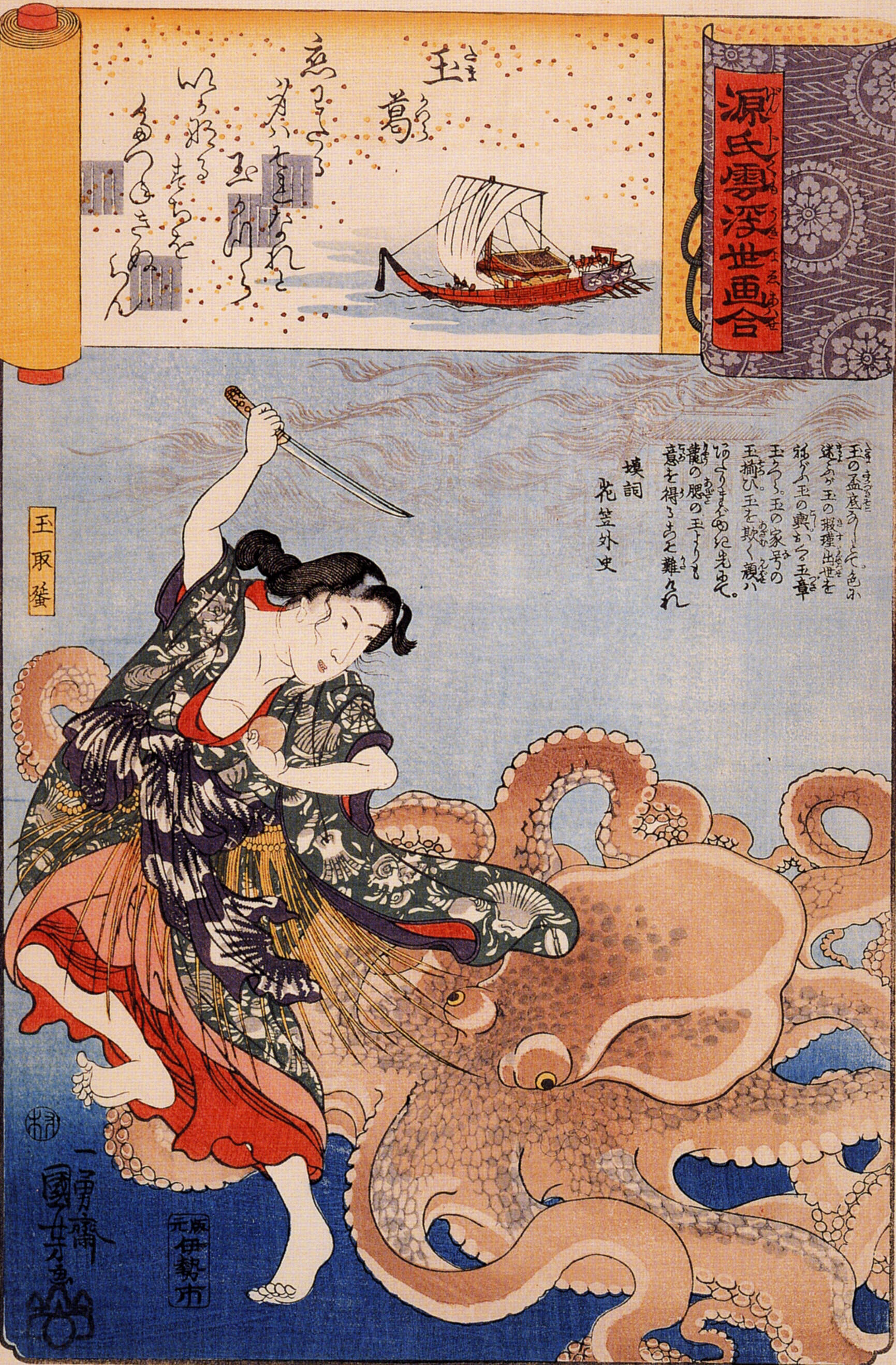
Tamakatzura Tamatori attaccata dalla piovra (1845-1846)

- Capitolo sesto: seduta mattutina della Trojka, viene trattato il caso di Cimice Ciancio; successivamente, la seduta viene sospesa e il presidente stabilisce di passare alla seduta in esterna che era in programma per il pomeriggio; vengono trattati i casi 8 (il plesionauro Lizaveta), 38 (la palude acquitrinosa) e 29 (il luogo stregato)
- Capitolo settimo: il resto del pomeriggio è libero, gli amici discutono del fallimento dei rispettivi piani, poi Sasha va a campeggiare su un'ansa tranquilla della Kiteža
- Capitolo ottavo: seduta mattutina della Trojka, vengono trattati i casi 72 (l'alieno Konstantin) e 2 (lo pterodattilo) fino alla sospensione improvvisa, a causa dell'arrivo di una gran mole di corrispondenza pervenuta all'indirizzo della Trojka da parte di varie istituzioni scientifiche e centri di ricerca del paese
- Capitolo nono: seduta pomeridiana; previa l'esposizione dei risultati dell'esame preliminare della corrispondenza, la Trojka è costretta a modificare l'ordine del giorno; vengono lette alcune missive di comuni cittadini e viene individuato, tra i casi trattati il mese precedente, il fenomeno inspiegato da promuovere a "evento del mese" per un'ampia diffusione sulla stampa; si riprende a esaminare la gran mole di istanze pervenute dal mondo scientifico e si cerca una soluzione all'impasse

## Personaggi
(La favola della Trojka, capitolo primo)
- Aleksandr Ivanovič Privalov (Sasha), usa un approccio ragionevolmente "fatalista" (giovane capo del laboratorio di informatica dell'ISSTEMS in Lunedì inizia sabato, mago praticante alle prime armi)
- Eduard Amperian (Edik), ottimista, bonario e paziente "moralista", "antropocentrista" (collaboratore del dipartimento di felicità lineare dell'ISSTEMS in Lunedì inizia sabato, maestro di magia)
- Roman Petrovič Oira-Oira, "razionalista" dal fascino guascone (collaboratore del dipartimento dei problemi irrisolvibili dell'ISSTEMS in Lunedì inizia sabato, maestro di magia)
- Viktor Pavlovič Korneev (Vitka, Vitja), burbero, con il vizio di farsi giustizia da sé (collaboratore del dipartimento di trasformazioni universali dell'ISSTEMS in Lunedì inizia sabato e maestro di magia)
- Panurge, giullare, l'allegro buontempone compagno di bevute e amico di Pantagruel, qui raisonneur
- Zubo, sovrintendente della Colonia dei fenomeni inspiegati, zelante ma assai timoroso amministratore
- professor Vybegallo, consulente scientifico della Trojka, ciarlatano e demagogo. Il personaggio è ispirato a Trofim D. Lysenko, agronomo e genetista russo (1898 - 1976). Nella versione breve n. 2, l'allusione è resa ancor più esplicita, quando gli autori spiegano che, prima di accettare l'incarico di consulente scientifico, il professor Vybegallo stava lavorando a un progetto di "rieducazione" del lombrico "che si auto-innesca sull'amo da pesca" (così nel prologo). In Lunedì inizia sabato, tra le varie invenzioni attribuite a Vybegallo, c'è quella delle carote "auto-sradicanti". Il personaggio è ispirato anche allo scrittore di fantascienza e compositore scacchistico Aleksandr Kazancev (1906-2002).
- Lavr Fedotovič Vunjukov, presidente della Trojka, incarna lo spirito decisionista del funzionario capo e apparentemente non ha emozioni
- Rudolf Archipovič Chlebovvodov, membro della Trojka, è un ignorante e sanguigno nomenklaturščik (rappresentante della nomenklatura) con l'impulso a essere "più ortodosso degli ortodossi"
- Farfurkis, membro della Trojka;[13] nessuno ne ha mai pronunciato il nome e tanto meno il patronimico; è un leguleio formalista, un azzeccagarbugli un po' vanesio, esponente della nuova intelligentsija sovietica
- colonnello a riposo delle truppe di motocavalleria, membro della Trojka, non ne viene mai indicato il nome, si appisola sempre ma ogni tanto interviene con frasi sconnesse nel dormiveglia
- Edelweiss Zacharovič Maškin, pensionato-inventore, ardente d'entusiasmo, ma privo di solide basi scientifiche
- Najsmork, fotografo, furia umana
- compagno Golyj, capo dell'amministrazione cittadina di Kitežgrad, in ottimi rapporti con il compagno Vunjukov
- Irina, figlia prediletta del compagno Golyj
- compagno Kolun, altro dirigente dell'amministrazione cittadina
- cognato del compagno Zubo, guardiano della Colonia
- Fedja (Fĕdor), uomo delle nevi, d'animo puro e ottimista
- Cimice Ciancio, cimice parlante, logorroico, un po' sciovinista
- Spiridon Spiridonyč (piovra), il nome è convenzionale, assegnato dalla Trojka (Spiridon Spiridonovič Spiridonov),
- Teofilo, guardaboschi "stregato"
- capra (capretta) di Teofilo, telepate
- Konstantin Konstantinovič Konstantinov (Kostja), alieno dal sistema di Antares; il nome è convenzionale, assegnato dalla Trojka
- Cosimo (Cosimino), pterodattilo
- Isaak, delfino intelligente
- tizi, due collaboratori scientifici di livello base
- N. P. Kurkulionev, sedicente telepate e spiritista

## I fenomeni inspiegati esaminati dalla Trojka
(La favola della Trojka, capitolo settimo)
| Numero del caso/fascicolo | Descrizione |
| ------------------------- | --- |
| 42                        | La macchina euristica di Maškin (Maškin Edelweiss Zacharovič) |
| 97                        | La Scatola Nera (o modello black box) |
| 16                        | Il delfino intelligente Isaak |
| 6                         | La piovra Spiridon (Spiridon Spiridonyč), ambasciatore plenipotenziario dell'Unione Generale degli Antichi Cefalopodi Giganti                                                                    |
| 64                        | L'alieno liquido |
| 8                         | Il plesiosauro Lizaveta (Lizka) |
| 38                        | Il Pantano della Vacca (palude da cui si levano strani urli) |
| 29                        | Il sito stregato (collina che non può essere raggiunta dall'esterno e non può essere abbandonata dall'interno)                                                                                   |
| 72                        | L'alieno Konstantin (Konstantin Konstantinovič Konstantinov, dal sistema di Antares) |
| 2                         | Lo pterodattilo Cosimo (Cosimino) |
| 55                        | Kurkulionev N. P. (sedicente telepate e spiritista) |
| ?                         | Cimice Ciancio (l'unica cimice parlante nell'universo; in questo caso si tratta di cimice dei letti). Il numero del fascicolo è ignoto, ma nella versione breve "Angara" (La favola - 2) è il 15 |
| ?                         | Fedja (Fëdor), uomo delle nevi |
| ?                         | Lo spirito di Napoleone |
| ?                         | Il motore perpetuo di seconda specie |
| ?                         | La riga e il compasso magici per la trisezione dell'angolo |
| ?                         | Il verme elettrico "olgoj-chorchoj" (caso trattato dalla Dvojka di Charachoto) |

## Procedure, dispositivi ed effetti magico-scientifici
Applicazioni e tecniche magiche sono presenti in minor misura rispetto a Lunedì inizia sabato, data la loro sostanziale inutilità di fronte al potere prevalente del Gran Sigillo Rotondo, plastica raffigurazione di burocrazia, regolamenti e diritto amministrativo:
(La favola della Trojka, capitolo primo)
| Nome                                                 | Descrizione |
| ---------------------------------------------------- | --- |
| Rimoralizzazione positiva                            | Tecnica magico-scientifica che induce "il buono, il razionale e l'eterno" nell'animo umano. Chiunque sia dotato di una scintilla di raziocinio può diventare una persona perbene. Ogni caso particolare richiede un approccio specifico. È anche in grado di modificare la realtà circostante. Nella versione breve del romanzo la tecnica è sostituita da un vero e proprio congegno: il "rimoralizzatore", affine allo scomponi-cattiveria-universale di Lunedì inizia sabato. |
| Gran Sigillo Rotondo                                 | Il simbolo del potere della Trojka. Rende le decisioni verbalizzate "innegabili" anche sul piano effettuale. |
| Trasformazione di Kivrin-Oppenheimer                 | Tecnica magica o incantesimo speciale proposto da Edik per la "quadratura" del Gran Sigillo Rotondo. |
| Contrazione colorimetrica (effetto "Vunjukov")       | Conseguenza del repentino cambiamento di volume e massa di un oggetto. Determina cambiamento di colore e, probabilmente, anche di composizione chimica |
| Termobarogheliottero                                 | Dispositivo per la misurazione delle caratteristiche ottiche della radiazione solare (il colore) in relazione a temperatura e pressione dell'oggetto. |
| Incantesimo di Pinskij il Giovane                    | Incantesimo paralizzante |
| Sigillo del silenzio di Eichmann-Ežov                | Incantesimo che ammutolisce |
| Controincantesimo di Israel'-Žukov                   | Neutralizza gli effetti del Sigillo del silenzio di Eichmann-Ežov |
| Trasgressione                                        | Sorta di teletrasporto, trasporto zero, similarizzazione, fenomeno di Tarantoga, non-località. In Russia il termine strugatskiano (transgressija) viene addirittura usato in alcune edizioni di Harry Potter come traduzione di apparition/disapparition (materializzazione/smaterializzazione nelle edizioni italiane) |
| Materializzazione                                    | Capacità di creare e materializzare magicamente oggetti inanimati o esseri viventi. |
| Invisibilità                                         | I maghi dell'ISSTEMS sono in grado di rendersi invisibili (quello che fa spesso Edik nel corso del romanzo) |
| Megaloplasma neutronico                              | Componente centrale della macchina euristica di Maškin |
| Legge sulla conservazione della somma delle immagini | Fronte e profilo sono inversamente proporzionali in fotografia (secondo le indicazioni del fotografo Najsmork) |
| Doppione                                             | Copia abbastanza fedele di un oggetto o un essere vivente. In Lunedì inizia sabato si spiega che la struttura organica del doppione vivente può essere in silicio, germanio o polimeri d'alluminio |
| Telepatia                                            | La Trojka la ritiene antiscientifica e non ci crede |
| Cavalleria a reazione supersonica                    | Progetto del colonnello |

## Riferimenti culturali
(La favola della Trojka, capitolo settimo)

Anche se in misura minore rispetto a Lunedì inizia sabato, il romanzo è ricco di riferimenti al folklore della tradizione popolare e alla letteratura russa. Ad esempio:
- Kitežgrad è la città invisibile della mitologia russa, celata agli occhi dei nemici in seguito alle invocazioni e alle preghiere degli abitanti.
- La battaglia della "forza impura" descritta nel primo capitolo è ispirata a Pesnja pro nečist' (Canzone sulla forza impura) del cantautore "bardo" Vladimir Vysockij, amico di Arkadij. Molti gli elementi del folklore russo e slavo, tra cui:
  - Licho Odnoglazoe è uno spirito maligno dalle sembianze di una vecchia strega con un occhio solo, simbolo di sfortuna e malasorte.
  - la rusalka è uno spirito femminile delle acque, analoga all'ondina germanica.
  - il domovoj è il tradizionale spirito della casa.
  - la kikimora è uno spirito maligno della casa che unisce le sembianze di una megera con tratti di uccello.
  - vodjanoj è uno spirito maschile delle acque, capelli e barba lunghi, ricoperto di squame e fango, con zampe palmate.
  - il lešij è lo spirito delle foreste.
  - Solovej (Odichmant'evič) Razbojnik è il Brigante Usignolo, figlio di Odichmat'ev, mostro antropomorfo che spaventa i viandanti nei boschi sulla strada per Kiev. Nella battaglia è affiancato dal fratello minore Ljagva (Ranocchio).
- Baba Jaga
- Il "luogo stregato" (zakoldovannoe mesto) ricalca il titolo dell'omonimo racconto di Nikolaj Gogol' (1809-1852), facente parte del ciclo delle Veglie alla fattoria presso Dikan'ka.
- la chandrà è il male dell'Eugenio Onegin di Puškin, affine allo spleen e alla noia leopardiana.
- pressoché tutte le frasi in francese maccheronico del professor Vybegallo sono tratte da Guerra e pace.
- I "vecchi credenti" (starovery) sono un movimento religioso settario russo che si oppose alle riforme della gerarchia ortodossa del XVII secolo.

Si citano vari esponenti del mondo culturale e scientifico russo:
- Michail Vasil'evič Lomonosov (1711-1765)
- Denis Ivanovič Fonvizin (1745-1792) - Nel capitolo 8 si cita la battuta finale della commedia Il minorenne (1782): "ecco i bei frutti d'una cattiva natura!".
- Aleksandr Sergeevič Griboedov (1795-1829) - nel capitolo 5 si cita una battuta dalla commedia Che disgrazia l'ingegno (Gore ot uma, 1823): "Racconterò di te una verità che è peggio di una qualsiasi bugia".
- Aleksandr Sergeevič Puškin (1799-1837) - La toeletta di Roman Oira-Oira nel capitolo 5 ricorda quella di Eugenio Onegin. La Cimice lamenta soffrire di Chandrà. Viene citato un verso della poesia magico-fiabesca Gusar (L'ussaro, 1833).
- Nikolaj Vasil'evič Gogol' (1809-1852) - A parte le ovvie reminiscenze della trojka, intesa come simbolo della Russia (Le anime morte, 1842), la denominazione di un fenomeno inspiegato ricalca quella di un racconto facente parte del ciclo delle Veglie alla fattoria presso Dikan'ka (Il luogo stregato).
- Nikolaj Alekseevič Nekrasov (1821-1878) - Nel capitolo 4 si cita un verso dalla poesia I seminatori (1876): seminate il razionale, il buono, l'eterno".
- Michail Evgrafovič Saltykov-Ščedrin (1826-1889) - Le opere satiriche di Saltykov-Ščedrin costituiscono materiale di lavoro per gli Strugatskij, a partire da Storia di una città (1870): il prototipo di Lavr Fedotovič, presidente della Trojka, viene fatto risalire da alcuni critici a Ugrjum Burčeev, ventesimo governatore di Glupov.[18]
- Lev Nikolaevič Tolstoj (1828-1910) - Per neutralizzare il vecchio Edelweiss (che indossa una tolstovka) Sasha Privalov si ripropone di fargli trascrivere una per una tutte le parole che compongono la raccolta in 90 tomi delle sue opere, "incluse tutte le lettere, gli articoli, le note e i commenti".
- Konstantin Dmitrievič Bal'mont (1867-1942) - nel cap. 7 la Cimice declama un verso della poesia Choču (Voglio, 1903): "Voglio essere spavaldo, voglio essere ardito".
- Valerij Jakovlevič Brjusov (1873-1924) - Nel cap. 2 Lavr Fedotovič cita un verso della poesia Skala k skale, bezmolvie pustyni (1895): "e alle risposte non ci sono domande".
- Aleksandr Aleksandrovič Blok (1880-1921) - Nel capitolo 7 Spiridon declama un verso della poesia V restorane (1910): "Ti mandai una rosa nera in un calice d'Aÿ dorato come il cielo". Nel saggio Popolo e intelligencija del 1908 Blok riprende l'immagine gogoliana della trojka, adattandola ai nuovi tempi e trasformandola quasi in un incubo: "E se questa troika, intorno alla quale rintrona l'aria dilaniata dal vento, volasse dritta su di noi? Gettandoci incontro al popolo ci gettiamo dritti sotto le zampe di una troika forsennata, incontro a morte sicura"[19]
- Aleksej Nikolaevič Tolstoj (1883-1945) - Ci sono varie allusioni alle sue opere (La via dei tormenti, 1922, Il compagno Pinocchio, 1936) e una citazione da Pëtr Pervyj (Pietro Primo, pubblicato tra il 1929 e il 1934): "Mi ci accompagnarono... se ne stava seduto, quel satanasso di Troekurov, con un muso enorme che per smerdarlo ben bene ci vorrebbero tre giorni" (trad. it. R. Oliva, Pietro Il Grande, Roma, Edizioni e/o, 1986)
- Nikolaj Stepanovič Gumilëv (1886-1921) - Roman Oira-Oira cerca di sedurre la compagna Irina e le declama versi di Gumilēv. Attività che, già di per se, poteva considerarsi sovversiva, tenuto conto che le opere del poeta (fucilato nel 1921) furono bandite in URSS per decenni.
- Vladimir Vladimirovič Majakovskij (1893-1930) - Nel capitolo 5 Vitka Korneev cita la poesia Prozasedavšiesja (Maniaci delle sedute, 1922); la cimice strugatskiana richiama l'omonima commedia satirico-fantastica in cinque atti di Majakovskij (Klop, 1928)
- Stepan Petrovič Ščipačëv (1898-1980) - Nel capitolo 7 Roman Oira-Oira cita, adattandolo al contesto, un verso della poesia Ljubov'ju dorožit' umejte (Sappiate custodire l'amore, 1939).
- Nikolaj Ivanovič Vavilov (1887-1943) - La figura di Vavilov viene accostata ad altri grandi della scienza e del pensiero come esempio di persecuzione delle idee e del libero pensiero (Archimede, Giordano Bruno, Galileo Galilei e Charles Darwin)
- Sergej Georgijevič Žemajtis (1908-1987) - nel primo capitolo gli autori citano con affetto il direttore editoriale della Molodaja Gvardija negli anni 1957-1973, che tanto si era prodigato per la nuova ondata di fantascienza (a partire dai lavori di Ivan Efremov)
- Aleksandr Evdokimovič Kornejčuk (1905-1972) - Nel capitolo 8 Chlebovvodov, ignorante in materia di letteratura, accosta al sommo Puškin le figure di Michalkov e Kornejčuk.
- Ol'ga Fëdorovna Berggol'ts (1910-1975) - A partire dal capitolo 2 viene citata più volte la strofa "Nessuno è dimenticato, niente è dimenticato", scritta per commemorare le vittime dell'assedio della Germania nazista su Leningrado, tratta dalla poesia Zdes' ležat leningradcy (Qui giacciono i leningradesi, 1959).
- Sergej Vladimirovič Michalkov (1913-2009) - Nel capitolo 8 Chlebovvodov, ignorante in materia di letteratura, accosta al sommo Puškin le figure di Michalkov e Kornejčuk. Michalkov, autore del testo dell’inno sovietico del 1943 (epoca staliniana), fu poi incaricato di riscriverlo nel 1977 (anni di Brežnev) e poi chiamato da Putin per quello russo (nel 2001). Fu presidente dell'Unione degli Scrittori in URSS tra il 1970 e il 1990.
- Ariadna Grigor'evna Gromova (1916-1981) - nel capitolo 6 Cimice Ciancio cita il titolo di un suo romanzo, My odnoj krovi - ty i ja! (Siam dello stesso sangue tu ed io!), a sua volta una citazione da Kipling. All'inizio del 1967 i fratelli Strugatskij ne scrissero una recensione entusiasta.

## Le varianti del romanzo

### La versione 2 ("Angara")
Nella versione 2 ad affrontare la Trojka ci sono solo Sasha Privalov e Edik Amperian. La storia è molto più breve rispetto alla versione integrale del romanzo, mancano Vitka, Roman Oira-Oira, il colonnello, Spiridon e altri personaggi. Ci sono sei capitoli, con proprio specifico titolo:
- Prologo
- Il caso n. 42 del vecchio Edelweiss
- Casi vari
- Il caso n. 72 dell’alieno Konstantin
- Il caso n. 15 e la sessione in esterna;
- Epilogo

L’azione non si svolge a Kitežgrad ma nella città di T’muskorpion’, che si trova al 76º piano dell'Istituto di Magia e Stregoneria di Solovets, e vi si accede tramite l’ascensore. Al posto della tecnica di “rimoralizzazione positiva”, si introduce un vero e proprio congegno magico-scientifico: il “rimoralizzatore”, analogo allo scomponi cattiveria universale citato in Lunedì inizia sabato.
Rispetto alla versione originale l’atmosfera è più cupa. La Trojka è imbattibile e gli amici non riescono a trovare delle vie. Sasha ed Edik vengono addirittura fagocitati dal sistema e assunti nell'organico della Trojka, il primo come autista ufficiale, il secondo come supplente del professor Vybegallo. Alla fine Sasha è sul punto di arrendersi e sembra convinto di dover semplicemente adattarsi all'apatia morale della burocrazia. Solo l'intervento di un deus ex machina riesce risolvere la situazione: la Trojka è dispersa da Cristobal Junta (direttore del dipartimento del Senso della Vita dell'ISSTEMS) e Fëdor Simeonovič Kivrin (direttore del dipartimento di Felicità Lineare dell'ISSTEMS).

### La versione 2 “implementata”
Nel testo della versione 2 vengono innestate le scene narrate nel capitolo 4 della versione integrale, con qualche adattamento. Il capitolo è intitolato "Il delfino Isaak, la piovra Spiridon e l'alieno blu" ed è posto dopo "Casi vari".
Questa particolare versione è stata pubblicata per la prima volta nel 1989 dall’editore «Moskovskij rabočij» (Izbrannoe. Tom 1).

### La versione 0
Corrisponde alla prima stesura del romanzo, risalente al marzo del 1967 ed è stata pubblicata per la prima volta nel 2006 sul secondo volume della serie Neizvestnye Strugatskie (Donetsk, Stalker), dedicato ai lavori che vanno da Lunedì inizia sabato a L'isola abitata (1964-1969). La serie presenta materiale inedito tratto dai manoscritti originali e le varianti delle opere. Nella parte dedicata a La favola della Trojka si precisa che gli autori realizzarono una dettagliata piantina (con scala 1 cm: 200 m) dell'ambientazione del libro, Kitežgrad e circondario. La cartina comprendeva anche un misterioso kurgan ciklotacii (tumulo della ciclotazione), un richiamo all'oscura tecnologica già citata in Lunedì inizia sabato.
I curatori della pubblicazione affermano: "Il tumulo della ciclotazione, raffigurato sulla cartina, è rimasto un fenomeno inspiegato, gli autori non ne scrivono più da nessun'altra parte". La "ciclotazione" era stata oggetto di un racconto del 1962-1963 rimasto inedito (A proposito della ciclotazione), e fino ad allora si riteneva che fosse andato ormai perduto. Fu invece ritrovato poco più tardi, nel 2008. Una copia del manoscritto era in possesso di un vecchio amico di Arkadij Strugackij e il racconto fu quindi pubblicato nel 2008 sulla rivista «Polden'», diretta da Boris Strugackij. Nell'edizione italiana de La favola della Trojka (Ronzani Editore, 2023) il racconto è stato inserito in calce al romanzo.
Anche la versione 0 è più breve rispetto alla versione integrale (in tutto 7 capitoli più un breve prologo). Le scene dei vari capitoli sono mischiate (ad esempio il caso dell’alieno Konstantin è posizionato terzo capitolo) e il testo si conclude sul finale del capitolo 7 della versione integrale (la scena del campeggio all’Ansa Cheta).
Mancano scene e vari personaggi, tra cui Roman Oira-Oira, Vitka Korneev e il professor Vybegallo. Chlebovvodov si chiama Chleboedov, il fotografo Najsmork si chiama Rabinovičev.
La tecnica della “rimoralizzazione positiva” non è esplicitata e si può solo tirare a indovinare per quale motivo i membri della Trojka di tanto in tanto abbiano slanci di razionalità.

## Critica
(A. A. Ščerbakov, Tridcat' let splošnogo ponedel'nika, postfazione a Ponedel'nik načinaetsja v subbotu, Skazka o Trojke, Terra Fantastica, 1992, pp. 410-414)
(V. Revič, Dela davno minuvšich dnej. Fantasty pod nadzorom CK KPSS (Casi di giorni passati da tempo. Gli scrittori di fantascienza sotto la sorveglianza del CC del PCUS), Znanie - Sila, 1993, 7- pp. 86-89)
(Leonid Iosifovič Filippov, Vremja sobirat' kamni i vremja kamnjami ubivat', saggio contenuto in Ot zvëzd - k ternovomu venku, pubblicato in Sobranie sočinenij. Tom odinnadcatyj. Neopublikovannoe. Publicistika, Donetsk, Stalker, 2001, pp. 670-673)
(Wojciech Maciej Kajtoch, Brat'ja Strugackie, saggio contenuto in Arkadij Strugackij, Boris Strugackij: Sobranie sočinenij. Tom dvenadcatyj, Doneck, 2003, p. 537)
(Stefano Bartoni, Fantascienza e anni Sessanta in Unione sovietica, eSamizdat 2005 (III), 2-3)
(Konstantin Dušenko, Skazka o Trojke kak zerkalo političeskogo jazyka, saggio contenuto in Krasnoe e beloe iz istorii političeskogo jazyka, Moskva, Inion Ran, 2018, p. 142)

## Edizioni all'estero
Il romanzo è stato pubblicato in occidente, ma si tratta di edizioni per lo più risalenti e basate sulla variante «Angara» (La favola della Trojka - 2), ad eccezione di alcune edizioni tedesche, a partire dagli anni '90, e dell'edizione italiana. Vanno ricordate:
- l'edizione francese La Troïka (variante «Angara») del 1977 (ed. Albin Michel, nella collana di SF diretta da Georges H. Gallet e Jacques Bergier)
- le edizioni americane Tale of the Troika (variante «Angara») del 1977 (Macmillan) e del 1978 (Pocket Books) pubblicate insieme a Roadside Picnic e con introduzione di Theodore Sturgeon
- le varie edizioni tedesche (Das Märchen von der Trojka) a partire dal 1973
- l'edizione in spagnolo Leyendas de la Troika (variante «Angara») del 1978, tradotta dall'inglese, è stata pubblicata anch'essa accoppiata a Picnic extraterrestre, per l'editore argentino Emecé
- la prima edizione italiana è dell'ottobre 2023 (Ronzani Editore) e si basa sulla versione integrale del romanzo.

Da segnalare l'edizione in esperanto (Fabelo pri la Triopo) del 2010 per l'editore russo Impeto (versione integrale).